# José Manuel Corral
José Manuel Corral (Santa Fe, 28 de octubre de 1968) es un abogado y político argentino, perteneciente a la Unión Cívica Radical.  Entre 2011 y 2019 fue intendente de la ciudad de Santa Fe. Antes fue presidente del Honorable Concejo Municipal de Santa Fe (2010-2011). También fue el presidente del Comité Nacional de la Unión Cívica Radical del período 2015-2017. Se desempeñó como Director por la Tercera Minoría Parlamentaria (UCR) del Ente Nacional de Comunicaciones (2021-2023). En 2023 fue electo diputado provincial por Unidos Para Cambiar Santa Fe. Actualmente ocupa la vicepresidencia de la Cámara de Diputadas y Diputados de la Provincia de Santa Fe.

## Biografía

### Comienzos
Nació en Santa Fe de la Vera Cruz el 28 de octubre de 1968. Hijo de Super Manuel Corral, quien fue presidente del Club Atlético Unión y Celia García.[cita requerida]
José Corral cursó los estudios primarios en la Escuela Mariano Moreno. Comenzó su formación secundaria en la Escuela Industrial Superior (EIS - UNL), y luego se cambió a la Escuela Almirante Brown donde fue presidente del Centro de Estudiantes.
Obtuvo su título de abogado en la Facultad de Ciencias Jurídicas de la Universidad Nacional del Litoral, y en 1994 presidió la Federación Universitaria del Litoral (FUL). Hacia 1998 se incorporó en la actividad universitaria en el Área de Planeamiento y Evaluación. Posteriormente, en el año 2003, fue designado Secretario de Extensión Universitaria.

## Concejo Municipal (2009-2011)
En diciembre de 2007 fue designado Secretario de Gobierno por el entonces intendente de Santa Fe, Mario Barletta. Hacia fines de 2009, fue elegido y asumió como presidente del Honorable Concejo Municipal. Desde este espacio, trabajo en el Plan de Ordenamiento Urbano, la creación del área industrial Los Polígonos, la creación del Ente Autárquico local Mercado Norte y del Ente Autárquico de Cooperación, Inversiones y Comercio Exterior.

## Intendente de Santa Fe (2011-2019)
El 24 de julio de 2011 fue elegido intendente municipal de Santa Fe con el 45,05% de los votos . Asumió el cargo en diciembre de 2011.
El 14 de junio de 2015 fue reelecto como intendente al derrotar a Silvina Frana (Frente Justicialista para la Victoria) y a Sebastián Pignata (Unión PRO), siendo el primer intendente en ganar la reelección.

#### Gestión
En el área de educación se lanzó el Programa de Educación Inicial, que creó 17 Jardines de Infantes Municipales para niños y niñas de 1 a 3 años, pertenecientes a sectores vulnerables. Mediante este sistema acceden a la educación básica 2000 niños de la ciudad.En 2013 fue presentada una denuncia penal por el Centro Cultural y Social El Birri contra José Corral y funcionarios por abuso de autoridad, usurpación y daño calificado sobre monumento histórico. Cabe destacar que dicha denuncia fue desestimada por la fiscalía. 
En 2016 fue denunciado por maniobras "delictivas", debido a su supuesta injerencia en los gremios de la construcción a favor de la UOCRA y en contra del recientemente formado Sitic (Sindicato de Trabajadores de la Industria de la Construcción), causa que no avanzó. Corral se había enfrentado con ese sector gremial denunciándolo a la Justicia Federal por "aprietes" en un conflicto  por la obra del Centro de Especialidades Médicas en el centro de la ciudad de Santa Fe  Plaza Malvinas Argentinas, Plaza Fournier, y Plaza Centauros. 
También en 2017, el periodista Maximiliano Ahumada denunció que 12 millones de pesos fueron girados desde la Municipalidad a asociaciones civiles que se crearon en los últimos años, y cuyos integrantes en su mayoría son afiliados al radicalismo, viven en las mismas direcciones y hacen campaña por Cambiemos. La denuncia expuso una supuesta red de punteros detrás del programa Iniciativas Comunitarias desarrollada por la Intendencia de Santa Fe. En octubre de 2017 las oficinas de la municipalidad fueron allanadas por esta causa, no habiendo sido el intendente notificado de causa judicial en su contra.

En 2018 la Ciudad de Santa Fe fue incluida por iniciativa de The Rockefeller Foundation entre las 100 ciudades resilientes, es decir las más preparadas para enfrentar shocks y estrés de diferente tipo.
El área de seguridad fue una de las más críticas de su gestión. En noviembre de 2018, Corral pidió al gobierno nacional que envíe 4500 efectivos federales para enfrentar este problema. Unas semanas después fue elogiado por la Ministra de Seguridad, Patricia Bullrich, por el avance del estado en el barrio de Alto Verde, uno de los que mostraba mayores índices de violencia.
Corral eliminó algunos cargos municipales sobre los servicios públicos para atenuar los aumentos dispuestos por el gobierno nacional. En mayo de 2018 anunció que eliminaría la "contribución especial sobre el consumo de gas natural" lo que implicaría una baja del 10% en la tarifa. Esta decisión fue criticada por el presidente de la EPE.
En lo que respecta a cooperación internacional tuvo a su cargo la Presidencia de Mercociudades en el período 2016- 2017.

#### Urbanización y movilidad
Se recuperaron y renovaron 40 espacios verdes a los que se incorporaron 16 hectáreas de parques urbanos. También se llevaron a cabo mejoras y puesta en valor de paseos emblemáticos como la Peatonal San Martín y Avenida Freyre y Boulevard Gálvez.
En 2013 fue presentada una denuncia penal por el Centro Cultural y Social El Birri contra José Corral y funcionarios por abuso de autoridad, usurpación y daño calificado sobre monumento histórico. Cabe destacar que dicha denuncia fue desestimada por la fiscalía. 
En 2016 fue denunciado por maniobras "delictivas", debido a su supuesta injerencia en los gremios de la construcción a favor de la UOCRA y en contra del recientemente formado Sitic (Sindicato de Trabajadores de la Industria de la Construcción), causa que no avanzó. Corral se había enfrentado con ese sector gremial denunciándolo a la Justicia Federal por "aprietes" en un conflicto  por la obra del Centro de Especialidades Médicas en el centro de la ciudad de Santa Fe. Ese año el bloque de concejales justicialistas presentó un pedido de informes y una denuncia para que la justicia investigue la compra de una vivienda con fondos municipales por 550.000 mil pesos, que fue adjudicada a la familia de un supuesto referente de la UCR.
Santa Fe tuvo un crecimiento importante en materia de turismo que se ve reflejado en la cantidad de visitantes y asistentes a los eventos realizados en esos años. Más de 4 millones de personas concurrieron a los 2500 acontecimientos llevados a cabo entre 2011 y 2018. Entre ellos se cuentan 7 ediciones del Callejero Santa Fe Ciudad del Super TC2000, Expo Chef, Fiestas cerveceras y Diseña Santa Fe. Además, la capital provincial fue sede de la Cumbre de Presidentes del Mercosur, la Cumbre de Mercociudades, Tecnópolis Federal, y el primer Debate Presidencial en el interior.
El turismo fue un gran motor de crecimiento durante esos años. La ciudad ingresó por primera vez en el ranking de ciudades de turismo de eventos (ocupó el 6° puesto en 2019). El empleo en esta rama creció un 22%, hubo un incremento del 55% en gastronomía y un 90% más de pasajeros aéreos llegaron a la ciudad.
Para recibir todos estos eventos se pusieron en valor y reconvirtieron diferentes espacios y edificios tradicionales de la ciudad: la exestación Belgrano -actual Centro de Convenciones y Eventos-, el Mercado Norte, y el Molino Marconetti transfomado en Liceo Municipal. Y se generó un nuevo ícono de Santa Fe con la concreción del Museo de la Constitución Nacional.
En la segunda gestión (2015-2019) se crearon las Escuelas de Trabajo. En total fueron 8 sedes (4 de ellas totalmente nuevas) por las que pasaron más de 8000 jóvenes. En el programa participaron unas 90 empresas en las cuales más de 2000 egresados realizaron su entrenamiento laboral.

#### Ciudad Resiliente
Durante su intendencia se llevó adelante un plan para prevenir y evitar el riesgo hídrico. Para ello se inauguraron 45 km de desagües, se realizaron tareas periódicas de limpieza y mantenimiento de los canales a cielo abierto, se creó la Reserva Urbana del Oeste que consta de 140 hs de reservorios transformados en una zona natural protegida.

## Presidente del Comité Nacional de la Unión Cívica Radical (2015-2017)
El 5 de diciembre del 2015 fue elegido como Presidente del Comité Nacional de la Unión Cívica Radical con Raúl Jorge como Vicepresidente primero, Silvia Beatriz Elías de Pérez como Vicepresidente segunda y Sergio Pinto como Vicepresidente tercero.  A poco de iniciar su gestión al frente del partido, convocó a un encuentro de los legisladores nacionales de la Unión Cívica Radical en Open Door, Luján. La principal conclusión fue reclamar al entonces presidente Mauricio Macri que en el acto del primer inicio de sesiones del Congreso diera cuenta de las serias dificultades heredadas del período anterior, que los radicales caracterizaron como “hipoteca”.
Instó al Comité Nacional de la Unión Cívica Radical a pronunciarse a favor de la paridad de género en las listas, posición que los legisladores y legisladoras del partido llevaron en la discusión de la Reforma Electoral que se sancionó posteriormente en el Congreso de la Nación.
Encabezó el planteo de su partido al interior de la alianza Cambiemos de mantener el sistema electoral de Primarias Abiertas Simultáneas y Obligatorias (PASO) ante la iniciativa del presidente Mauricio Macri de llevar adelante su eliminación.
Durante su gestión se relanzó la Fundación Alem, usina de pensamiento o think tank del partido, desde donde se fijan posiciones sobre los problemas públicos de Argentina y se proveen herramientas conceptuales destinadas a la formación de jóvenes para la gestión pública y tareas de gobierno.

## Candidato a Gobernador de Santa Fe (2019)
En 2019 anunció su precandidatura a gobernador por el frente Cambiemos. Corral obtuvo el 19,8%, quedando en tercer lugar por detrás de Omar Perotti (quien resultó elegido) y Antonio Bonfatti.

## Director del Ente Nacional de Comunicaciones (2021- 2023)
En 2021 fue propuesto por la Comisión Bicameral de Promoción y Seguimiento de la Comunicación Audiovisual, las Tecnologías de las Telecomunicaciones y la Digitalización del Congreso de la Nación para integrar el Directorio del Ente Nacional de Comunicaciones, en representación de la oposición, tras la postulación que hiciera la UCR en conjunto. Posteriormente fue designado por el Decreto 655/2021 con fecha 27 de septiembre de 2021.

## Diputado provincial (2023-actualidad)
En las Elecciones provinciales de Santa Fe de 2023, Corral fue electo diputado provincial de Santa Fe para el periodo 2023-2027. Actualmente ocupa la vicepresidencia de la Cámara de Diputadas y Diputados de la Provincia de Santa Fe.

## Premios y distinciones
- Premio a la Innovación en la gestión pública para la equidad y el crecimiento, por el Sistema de Gestión de Riesgos, otorgado por el Centro de Implementación de Políticas Públicas para la Equidad y el Crecimiento (CIPPEC)[52][53]
- Premio Alcalde Campeón de la Campana Ciudades Resilientes, otorgado por la Oficina de Naciones Unidas para la Reducción de Riesgos de Desastres, entregado en Medellín en el marco del Foro Urbano Mundial organizado por ONU-Hábitat en abril de 2014. En esa ocasión, la jefa de UNDRR, Margareta Walhström, afirmó que “el Intendente Corral ha demostrado una clara habilidad de movilizar a otros para adoptar una forma de pensar resiliente ante los desastres”[54]
- Premio de Naciones Unidas al Servicio Público 2017, 1.er puesto, a la Municipalidad de Santa Fe por “Jardines Municipales”, en la categoría “Brindar servicios inclusivos y equitativos para no dejar a nadie atrás”.[55][56]